# Дипломатически мисии на Кувейт
Това е списък на дипломатическите мисии на Кувейт.

## Европа
- Австрия
  - Виена (посолство)
- България
  - София (посолство)
- Великобритания
  - Лондон (посолство)
- Германия
  - Берлин (посолство)
  - Франкфурт (консулство)
- Гърция
  - Атина (посолство)
- Испания
  - Мадрид (посолство)
- Италия
  - Рим (посолство)
  - Милано (консулство)
- Полша
  - Варшава (посолство)
- Румъния
  - Букурещ (посолство)
- Русия
  - Москва (посолство)
- Украйна
  - Киев (посолство)
- Унгария
  - Будапеща (консулство)
- Франция
  - Париж (посолство)
- Нидерландия
  - Хага (посолство)
- Чехия
  - Прага (посолство)
- Швейцария
  - Берн (посолство)
- Швеция
  - Стокхолм (посолство)

## Северна Америка
- Канада
  - Отава (посолство)
- САЩ
  - Вашингтон (посолство)

## Южна Америка
- Аржентина
  - Буенос Айрес (посолство)
- Бразилия
  - Бразилия (посолство)

## Африка
- Алжир
  - Алжир (посолство)
- Египет
  - Кайро (посолство)
- Етиопия
  - Адис Абеба (посолство)
- Кения
  - Найроби (посолство)
- Либия
  - Триполи (посолство)
- Мароко
  - Рабат (посолство)
- Нигерия
  - Абуджа (посолство)
- Сенегал
  - Дакар (посолство)
- Судан
  - Хартум (посолство)
- Тунис
  - Тунис (посолство)
- ЮАР
  - Претория (посолство)

## Азия
- Азербайджан
  - Баку (посолство)
- Бангладеш
  - Дака (посолство)
- Бахрейн
  - Манама (посолство)
- Виетнам
  - Ханой (посолство)
- Индия
  - Ню Делхи (посолство)
  - Мумбай (консулство)
- Индонезия
  - Джакарта (посолство)
- Иран
  - Техеран (посолство)
- Йемен
  - Сана (посолство)
- Йордания
  - Аман (посолство)
- Катар
  - Доха (посолство)
- Китай
  - Пекин (посолство)
- Ливан
  - Бейрут (посолство)
- Малайзия
  - Куала Лумпур (посолство)
- Обединени арабски емирства
  - Абу Даби (посолство)
  - Дубай (генерално консулство)
- Оман
  - Маскат (посолство)
- Пакистан
  - Исламабад (посолство)
  - Карачи (консулство)
- Саудитска Арабия
  - Рияд (посолство)
  - Джида (генерално консулство)
- Сирия
  - Дамаск (посолство)
- Тайланд
  - Банкок (посолство)
- Турция
  - Анкара (посолство)
- Узбекистан
  - Ташкент (посолство)
- Филипини
  - Манила (посолство)
- Шри Ланка
  - Коломбо (посолство)
- Южна Корея
  - Сеул (посолство)
- Япония
  - Токио (посолство)

## Океания
- Австралия
  - Канбера (посолство)

## Междудържавни организации
- - Женева – ООН и други организации
  - Кайро – Лига на арабските държави
  - Ню Йорк – ООН
  - Париж – ЮНЕСКО